# Ponor Korenički
Ponor Korenički – wieś w Chorwacji, w żupanii licko-seńskiej, w gminie Plitvička Jezera. W 2011 roku liczyła 3 mieszkańców.